# Barenton-sur-Serre
Barenton-sur-Serre è un comune francese di 118 abitanti situato nel dipartimento dell'Aisne della regione dell'Alta Francia.

## Società

### Evoluzione demografica
Abitanti censiti